# Büyükçekmece
Büyükçekmece è un distretto e un comune soggetto al comune metropolitano di Istanbul. È situato sulla parte europea della città.

## Geografia
Büyükçekmece sorge a 36 km ad ovest di Istanbul, presso la foce del lago omonimo nel Mar di Marmara.

## Monumenti e luoghi d'interesse

### Architetture civili
- Ponte di Solimano il Legislatore, costruito dall'architetto ottomano Mimar Sinan.

### Architetture religiose

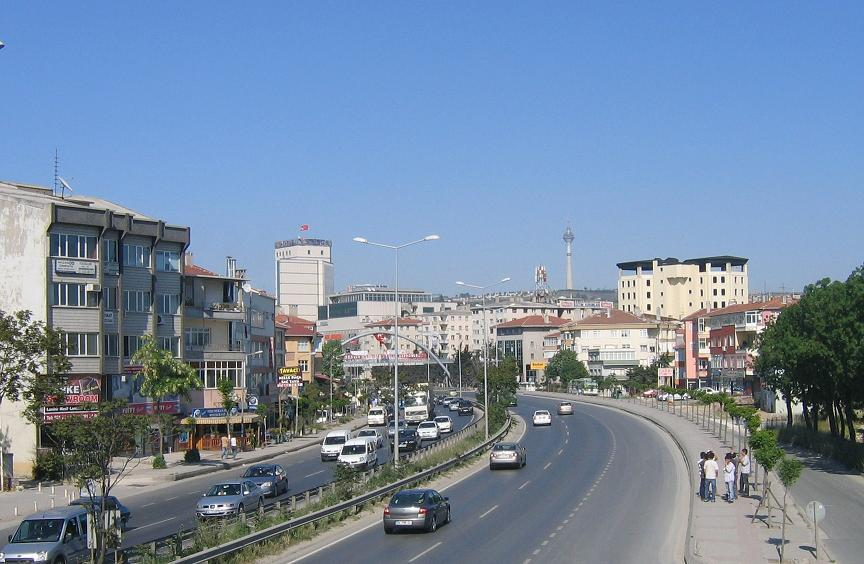
Uno scorcio di Büyükçekmece

- Moschea di Sokollu Mehmed Pascià, costruita da Mimar Sinan nel XVI secolo.

## Amministrazione

### Gemellaggi
Büyükçekmece è gemellata con:
- Stoccolma
- Kranj
- Lapithos
- Valona
- Francoforte sul Meno
- Gorna Orjahovica
- Pavel Banja
- Mamuša
- Gelsenkirchen
- Čair